# Dimidamus arau
Dimidamus arau är en spindelart som beskrevs av Harvey 1995. Dimidamus arau ingår i släktet Dimidamus och familjen Nicodamidae. Inga underarter finns listade i Catalogue of Life.